# Frédéric Kanouté
Frédéric Kanouté (Sainte-Foy-lès-Lyon, 2 de septiembre de 1977) es un exfutbolista maliense nacido en Francia que jugaba como delantero.
Durante su etapa en el Sevilla Fútbol Club alcanzó su zénit futbolístico, logrando seis títulos y conformando junto al brasileño Luís Fabiano una de las mejores delanteras de la historia contemporánea del club.

## Trayectoria

### Olympique de Lyon
Kanouté se unió al club de su ciudad natal, el Olympique de Lyon en 1997, del cual es canterano; hizo su debut con el club en la Copa Intertoto en la victoria por 5-2 ante el Odra Wodzislaw Slaski, en donde también marcaría su primer gol con el Lyon. El Lyon terminaría ganando el torneo y Kanouté sería titular en el resto de partidos.
Hizo su debut en liga el 2 de agosto de 1997 en la derrota frente al FC Metz, marcaría 
su primer gol en liga el 12 de septiembre de 1997 en la victoria 3-1 frente al Estrasburgo, terminaría jugando 30 partidos y anotando 8 goles.
Luego de 3 temporadas con el Lyon sería prestado al  West Ham United inglés.

### West Ham United
El 1 de marzo del 2000, se concretaría su préstamo al West Ham United inglés por mitad de temporada, donde hizo una maravillosa dupla con Paolo Di Canio, marcaría 2 goles en 8 partidos; y después de unas buenas apariciones en liga; el entrenador Harry Redknapp concreto su pase oficialmente por 5,63m€.
En su segunda temporada con el club marcaría 14 goles en 36, además un doblete en la FA Cup ante el FC Walsall y uno en liga ante Charlton.
Kanouté tuvo un éxito variable en el Boleyn Ground, a menudo elogiado por su habilidad, pero también criticado por su actitud relajada. En su última temporada aportaría 5 goles en 17 partidos, sin embargo no evitaría que el West Ham descendiera al final de la temporada 2002-03.

### Tottenham Hotspur
Kanouté fue comprado por el Tottenham Hotspur por una tarifa de €3,5 millones el 5 de agosto de 2003, hizo su debut con los Spurs el 23 de agosto en la victoria 2-1 ante el Leeds United, donde marcaría el gol de la victoria.
Kanouté no pudo consolidarse como un habitual en White Hart Lane, ya que se prefirió a Robbie Keane y Jermain Defoe en el ataque. Se convirtió en un goleador menos prolífico y, en cambio, participó en los ataques convirtiendo varios goles y creando espacio para otros jugadores atacantes.

### Sevilla FC

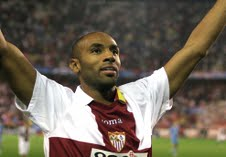
Kanouté vistiendo la camiseta del Sevilla FC

En la temporada 2005/06, Kanouté fichó por el Sevilla FC, procedente del Tottenham Hotspur por 6,5m€. Esa primera temporada, es el máximo goleador del equipo en Liga y en Europa, es determinante para la conquista del primer título continental del club, la Copa UEFA, en cuya final ante el Middlesbrough (4–0), cierra la goleada.
La temporada 2006/07, comienza con la disputa el 25 de agosto de 2006, de la Supercopa de Europa 2006 ante el Barcelona. Kanouté marcó el segundo gol del equipo, en una final que acabó con la victoria del Sevilla por 3–0, proclamándose supercampeón de Europa. En esta temporada, también es clave para la consecución de la segunda Copa UEFA consecutiva, al anotar en la prórroga de la final ante el RCD Espanyol, el gol que adelantaba 2–1 al Sevilla, resuelta finalmente en una tanda de penaltis, en la que Kanouté transformó el primer lanzamiento. El tercer título de la temporada, llegó en Copa del Rey, en cuya final disputada en el Bernabéu, Kanouté fue el autor del gol de la victoria por 1–0 ante el Getafe.
La temporada 2007/08, también comienza con un título para el Sevilla, al imponerse por 3–5 al Real Madrid, vigente campeón de Liga, en la vuelta de la Supercopa de España disputada en el Bernabéu el 19 de agosto, con «hat trick» de Kanouté. Con esta tripleta, Frédéric Kanouté, se convirtió en el único jugador sevillista que marcó en todas y cada una de las finales ganadas por el Sevilla en esos años, a excepción de la Supercopa de Europa 2007, en la que se impuso el AC Milan.
La temporada 2011/12, fue la última de sus siete temporadas en el club de Nervión.A pocas jornadas para el final del Campeonato de Liga, se lesionó ante el Athletic Club, dándole los servicios médicos un periodo de 6 semanas de baja. Finalmente Kanouté acortó los plazos previstos y pudo despedirse ante su afición en la última jornada, saliendo en el minuto 68' de partido ante el Rayo. En el minuto 80' y con 4–2 en el marcador, Kanouté marcaría el último gol de su exitosa carrera en el Sevilla, poniendo el 5–2 definitivo. Tras el partido fue manteado en el césped y ovacionado por el Estadio Ramón Sánchez-Pizjuán.
Es el jugador extranjero que más goles (136) ha marcado en el club hispalense y el segundo que más partidos ha jugado.

## Selección nacional
Mientras jugaba para el Lyon Kanouté fue seleccionado para la sub-21 de Francia, después de cumplir 21 años en 1998, Kanouté no sería convocado para la selección francesa por más de 6 años; no fue hasta 2004 donde la FIFA cambió sus reglas para permitir que un futbolista jugara en la selección nacional del país en el que su madre o su padre nació. Aunque elegible para cualquiera de los dos, Kanouté eligió jugar para Malí en lugar de Francia. 
Hizo su debut el 15 de enero del 2004 en la victoria frente a Argelia, participó en la Copa Africana de Naciones 2004 en donde encaminó a Malí a un meritorio cuarto puesto y donde también marcaría 4 goles y sería uno de los goleadores del torneo. 
Anunció su retirada de la selección tras ser eliminado en la Copa de África 2010. Siendo el segundo máximo goleador de su selección con 23 tantos en 38 apariciones como internacional.

### Participaciones en Copas Africanas
| Copa Africana                  | Sede                     | Resultado                | Partidos | Goles | Prom. |
| ------------------------------ | ------------------------ | ------------------------ | -------- | ----- | ----- |
| Copa Africana de Naciones 2004 | Túnez                    | Cuarto puesto            | 5        | 4     | 0,80  |
| Copa Africana de Naciones 2008 | Ghana                    | Primera fase             | 3        | 1     | 0,33  |
| Copa Africana de Naciones 2010 | Angola                   | Primera fase             | 3        | 2     | 0,67  |
| Total en Copas Africanas       | Total en Copas Africanas | Total en Copas Africanas | 11       | 7     | 0,64  |

## Estadísticas

### Clubes
| Club | Temporada     | Liga  | Liga  | Copas (1) | Copas (1) | Internacional (2) | Internacional (2) | Total (3) | Total (3) | Promedio |
| Club | Temporada     | Part. | Goles | Part.     | Goles     | Part.             | Goles             | Part.     | Goles     | Promedio |
| --- | ------------- | ----- | ----- | --------- | --------- | ----------------- | ----------------- | --------- | --------- | -------- |
| Olympique de Lyon Francia | 1997-98       | 18    | 6     | 1         | —         | 11                | 2                 | 30        | 8         | 0,27     |
| Olympique de Lyon Francia | 1998-99       | 9     | 2     | —         | —         | 3                 | 1                 | 12        | 3         | 0,25     |
| Olympique de Lyon Francia | 1999-00       | 13    | 1     | 3         | —         | 5                 | —                 | 16        | 1         | 0,06     |
| Olympique de Lyon Francia | Total club    | 40    | 9     | 4         | 0         | 19                | 3                 | 63        | 12        | 0,19     |
| West Ham United Inglaterra | 1990-00       | 8     | 2     | —         | —         | —                 | —                 | 8         | 2         | 0,25     |
| West Ham United Inglaterra | 2000-01       | 32    | 11    | 6         | 3         | —                 | —                 | 38        | 14        | 0,37     |
| West Ham United Inglaterra | 2001-02       | 27    | 11    | 1         | 1         | —                 | —                 | 28        | 12        | 0,43     |
| West Ham United Inglaterra | 2002-03       | 17    | 5     | —         | —         | —                 | —                 | 17        | 5         | 0,29     |
| West Ham United Inglaterra | Total club    | 84    | 29    | 7         | 4         | 0                 | 0                 | 91        | 33        | 0,36     |
| Tottenham Hotspur Inglaterra | 2003-04       | 27    | 7     | 4         | 5         | —                 | —                 | 31        | 12        | 0,39     |
| Tottenham Hotspur Inglaterra | 2004-05       | 32    | 8     | 9         | 2         | —                 | —                 | 41        | 10        | 0,24     |
| Tottenham Hotspur Inglaterra | 2005-06       | 1     | —     | —         | —         | —                 | —                 | 1         | 0         | 0,00     |
| Tottenham Hotspur Inglaterra | Total club    | 60    | 15    | 13        | 7         | 0                 | 0                 | 73        | 22        | 0,30     |
| Sevilla · España | 2005-06       | 32    | 6     | 2         | 2         | 11                | 6                 | 45        | 14        | 0,31     |
| Sevilla · España | 2006-07       | 32    | 21    | 5         | 4         | 11                | 5                 | 48        | 30        | 0,63     |
| Sevilla · España | 2007-08       | 30    | 15    | 3         | 4         | 9                 | 6                 | 42        | 25        | 0,60     |
| Sevilla · España | 2008-09       | 34    | 19    | 6         | 2         | 2                 | 2                 | 42        | 23        | 0,55     |
| Sevilla · España | 2009-10       | 27    | 12    | 5         | 2         | 7                 | 2                 | 39        | 16        | 0,38     |
| Sevilla · España | 2010-11       | 28    | 12    | 6         | 3         | 9                 | 6                 | 43        | 21        | 0,49     |
| Sevilla · España | 2011-12       | 26    | 4     | 3         | 3         | 2                 | 1                 | 31        | 8         | 0,26     |
| Sevilla · España | Total club    | 209   | 89    | 30        | 19        | 51                | 28                | 290       | 136       | 0,47     |
| Beijing Guoan China | 2012          | 10    | 1     | 2         | 2         | —                 | —                 | 12        | 3         | 0,25     |
| Beijing Guoan China | 2013          | 24    | 9     | 3         | —         | 7                 | 1                 | 34        | 10        | 0,29     |
| Beijing Guoan China | Total club    | 34    | 10    | 5         | 2         | 7                 | 1                 | 46        | 13        | 0,28     |
| Total carrera | Total carrera | 427   | 152   | 59        | 32        | 77                | 32                | 563       | 216       | 0,38     |
| (1) Incluye datos de Francia: Copa de Liga, Copa; Inglaterra: Supercopa, Copa de Liga, Copa; España: Copa, Supercopa; China: Copa. (2) Incluye datos de la Liga de Campeones de la UEFA, Copa Intertoto, Supercopa de Europa, Europa League y AFC Champions League. (3) No incluye goles en partidos amistosos. |               |       |       |           |           |                   |                   |           |           |          |

## Palmarés

### Campeonatos nacionales
| Título              | Club    | País   | Año  |
| ------------------- | ------- | ------ | ---- |
| Copa del Rey        | Sevilla | España | 2007 |
| Supercopa de España | Sevilla | España | 2007 |
| Copa del Rey        | Sevilla | España | 2010 |

### Torneos internacionales
| Título              | Club    | Sede      | Año  |
| ------------------- | ------- | --------- | ---- |
| Copa de la UEFA     | Sevilla | Eindhoven | 2006 |
| Supercopa de Europa | Sevilla | Mónaco    | 2006 |
| Copa de la UEFA     | Sevilla | Glasgow   | 2007 |

### Distinciones individuales
| Distinción             | Año  |
| ---------------------- | ---- |
| Mejor Jugador Africano | 2007 |

## Vida privada
Hijo del ya fallecido empleado malí de la empresa Bosch en Francia Oumar Kanouté y de la escritora y profesora de Filosofía de ese país Danielle Effantin, Frédéric Kanouté está actualmente retirado y vive en Abu Dhabi junto a su esposa, la también ciudadana maliense Fátima Kamissoko (Bamako, República de Mali, 1973) y sus dos hijos: Ibrahim (nacido en 2002) e Iman Kanouté Kamissoko (nacida en 2004). Afable y campechano como él mismo, hace honor a su apellido ("Kanouté" significa "Amado" en Bámbara, el idioma nativo maliense). Además, es hombre de amplia cultura europea y africana; y está muy comprometido con la realidad de su país. Ha creado la "Fundación Kanouté", a través de la cual ha puesto en marcha una iniciativa para crear una «Ciudad de los Niños» en las proximidades de Bamako, capital de Malí.

### Polémicas
El 7 de enero de 2009 anotó el segundo de los dos goles con el que el Sevilla derrota 2-1 al Deportivo La Coruña por la Copa del Rey. En la celebración mostró una camiseta negra que llevaba debajo con la consigna "PALESTINA", en apoyo al pueblo palestino durante el conflicto de la Franja de Gaza de 2008-2009. Por este acto el árbitro lo amonestó, cumpliendo con el reglamento. Ante el hecho, la Federación Española de Fútbol le impuso una multa de 3.000 euros. En solidaridad con el delantero, el club iraní Zob Ahan se ofreció a pagar la multa a Kanouté.

## Filmografía
- Reportaje Canal+ (11/05/2015), «Fiebre Maldini: 'Frédéric Kanouté'» en Plus.es